# 戈尼角
戈尼角（英語：Gony Point）是南極洲的海岬，位於南喬治亞群島的伯德島東南部，處於卡德諾角西南面0.8公里，在1963年由英國南極名稱諮詢委員會命名，由英國海外領土管轄。